# 松永政司
松永 政司（まつなが まさじ、1944年 - ）は、日本の工学者。北海道 伊達市出身。北海道大学、京都大学卒業。京都大学工学博士、昭和大学医学博士。
第7の栄養素といわれる食品素材としての核酸（サケの白子DNA、ビール酵母RNA）の研究開発・普及に努め、日本病態栄養学会、国際DNA・ゲノム会議（大連）などで核酸の栄養医学に関する特別公演などを行う。NPO法人遺伝子栄養学研究所理事長。現在も北海道で核酸の研究開発を続けている。
鮭の白子から核酸素材を抽出しサプリメント化した最初の日本人。「核酸サプリメントの父」と称される。

## 来歴

### 幼少期
太平洋戦争末期の1944年、北海道伊達紋別町（今の伊達市）に４人兄弟の長男として生まれる。幼少時代、戦後食糧難で食べ物がなかったが、北海道ではニシンが豊漁だったので食卓にはよくニシンが上がっていた。母親は躾が厳しく、食卓に上がったものは全て残さず食べないといけない。ニシンの白子は臭くて美味しくなかったが、焼き直して、鼻を抑えて食べていた。しかし、白子を食べた日は元気が出ていたことが、核酸を研究するきっかけとなっている。

帯広柏葉高校に進学。典型的な理系人間で数学や物理は好きだったが、英語や国語は苦手だった。卒業後、北海道大学教養学部理類へ、専門課程は理学部化学へ進む。大学紛争の最中、次第に学生運動に傾倒していく。理学部を卒業し大学院修士課程へ進学を目指したが学生運動が原因で試験ではねられる。しかし研究を続けるために京都大学へ再入学。研究室は後にノーベル化学賞を受賞する福井謙一教授の門下生である米沢貞次郎教授の研究室であった。1974年（昭和49年）京都大学大学院工学研究石油化学専攻課程を終了。そのまま研究生として大学に残り工学博士号を取得。学業を終えたときは30歳になっていた。

### 日産化学時代
1974年（昭和49年）大学院卒業後、日産化学株式会社、浦康一（後に日産化学常務）から誘いを受けて量子力学を実業で生かせるならと就職を決意。新設された本社の企画研究開発部にて新素材の開発や新規事業に関わる。

## 核酸研究のきっかけ

### ノーベル賞受賞者との出会い
1981年、日産化学時代、ノーベル化学賞（1954年）とノーベル平和賞受賞（1962年）のダブル受賞者であるアメリカの量子力学者・生化学者ライナス・カール・ポーリング博士の自宅に森重福美医学博士と一緒に招かれる。
ポーリング博士の専門は量子化学、しかし当時、ビタミンCの研究を量子力学の学問的背景を武器に行い、世界の人々の健康の役に立ちたいと普及活動を行っていると話を聞き、松永も「人類に貢献したい」と子供の頃に食べたニシン白子が人々の健康に役立つのではないかと考え調べた結果、当時、鮭の白子に含まれる核酸は肝臓でデノボ合成されるもので、食べ物からは吸収されないと教科書には書いてあったことが逆に研究をするきっかけにもなった。
1983年に一冊の本と出会う。『核酸の栄養学』主婦の友社から出版された森重福美（ポーリング研究所の唯一の日本人客員研究員）木本英治の2人が書いた著書「高核酸食により核酸の栄養価値を見直すべき時期にきている」という本で、日本にも核酸を研究している先生がいたと、すぐに両氏に連絡をとり、核酸の臨床実験や生化学的、栄養学的研究の協力のもと、核酸研究が一気に進む。

## 新しい栄養学を始める
当時、日本では「食事や栄養素で病気が治るわけがない」「食事や栄養素で病気が予防できるわけがない」がほとんどの学者の考え方だった。松永は健康というものを、体の中で栄養素がどういう役割をしているかという量子化学の立場から考え始め、食事が遺伝子に影響を与える「遺伝子栄養学」という新たな栄養学を提唱しはじめた。

## 核酸原料開発から核酸が認知されるまで
1991年、ポーリング博士との出会いから10年の歳月が流れ、長年の研究の結果、鮭の白子から原料となる核酸を抽出し商品化に至る。その後、いくつかの企業の核酸商品化について開発協力を行う。しかし「週刊新潮」に「核酸を取っても無駄」という記事が載った。理由は「ブタの肉を食べても豚にならない。つまり遺伝子である核酸を食べても体には何の役にも立っていない。それは吸収されないからだ」という内容で栄養学評論家のコメントだったが、核酸は必要なしという風潮が流れた。
1991年（平成3年）核酸にとって画期的なことが起こった。当時の欧州連合（現EU）の打ち出した指針により粉ミルクに核酸が配合されることになった。
1992年（平成4年）『細胞から若返る　遺伝子DNA核酸栄養学』を刊行。
1992年、ハリウッド女優ブルック・シールズがエステ会社のCM撮影で来日。体重増加のため、減量依頼が松永に入る。CM撮影前の1か月で10 kg痩せ「鮭白子でダイエットした」と発言し芸能ニュースで取り上げられたことで、一気に核酸が注目を集め、その後、日本テレビ「おもいっきりテレビ」やテレビ東京「レディス4」フジテレビ「発掘あるある大事典」TBSテレビ「スパスパ人間学」などにも出演し、核酸が認知されだした。
1997年（平成9年）から核酸の成分であるヌクレオチドが日本でも添加されるようになる。無駄な栄養素といわれ、研究さえされてこなかった核酸が、赤ちゃんという最も繊細な成長段階に不可欠な栄養素として取り上げられる。

## 日生バイオ設立
1994年、松永は日産化学を退職し、更なる核酸研究を進めるために日生バイオ株式会社を設立。（昭和59年50歳）
医学博士号の取得
1998年から昭和大学で更に核酸研究を始める。
2003年、昭和大学医学博士号取得。主論文は「脳の海馬の細胞死が白子核タンパクで抑制される」であった。

## 水溶性核タンパクの開発
1999年（平成11年）核酸水溶性タイプの商品を開発。当初開発した錠剤や顆粒タイプの核酸は水に溶けないという欠点があった。いくつかの会社にドリンクタイプで飲みやすくして欲しいと依頼があり、核酸をナトリウム塩の形で水に溶かして製品化していたが、核タンパクの効果を100％引き出せていなかった。そこで水に溶けやすくするために核タンパクを低分子化することを思いつき、酵素を使った低分子化の研究を始める。試行錯誤の結果、核タンパクの効果を損なうことなく低分子化に成功しドリンク化が実現。現在、松永が開発した水溶性核酸ドリンクを販売している会社は一社のみで、原料開発から製品製造まで一貫して松永が行っている。

## 著書
- 1992年　細胞から若返る　遺伝子DNA核酸栄養学（東急エージェンシー）
- 1993年　いま、あなたの遺伝子が危ない（東急エージェンシー）
- 1995年　ガン制圧食品核酸（メタモル出版）
- 2011年　核酸が健康寿命を伸ばす（致知出版社）
- 2019年　遺伝子の旅『核酸』研究のあゆみ（遺伝子栄養学研究所）
- 2020年　サケ核酸を取れば免疫力が高まる（現代書林）

## 日生バイオでの核酸研究により取得した特許
- 2003年　遺伝子酸化損傷抑制剤　特許第3978716号
- 2007年　更年期障害抑制剤　特許第3975448号
- 2010年　毛髪手入れ用製剤　特許第4599518号
- 2012年　耐久力増強塗布剤　特許第5082047号
- 2012年　皮溝密度を改良する化粧品用配合材及び化粧品　特許第5025254号
- 2012年　基礎化粧品用配合剤及び基礎化粧品　特許第5025253号
- 2012年　創傷の治療剤、褥瘡の治療剤又は予防剤或いは熱傷の治療剤　特許第5082082号
- 2019年　低密度リポタンパク質酸化抑制剤　特許第6628071号
- 2020年　脂質吸収抑制用剤　特許第6729895号
- 2021年　角栓除去剤　特許第7015064号
- 2025年　ミトコンドリア機能活性化剤　特許第7620270号